# Bosque de Tlalpan
El Bosque de Tlalpan es un área natural protegida (ANP) que está situada al sur de la Ciudad de México, en la alcaldía Tlalpan, y uno de sus principales bosques urbanos. Consta de 253 hectáreas y las principales vialidades que conducen al área son el Anillo Periférico Sur y la avenida Insurgentes Sur. Originalmente formaba parte de la extensa zona boscosa que rodeaba la Ciudad de México, aunque en la actualidad ya está inmerso por completo en la zona metropolitana.
Parte bosque natural y parte viveros de árboles plantados durante el siglo XX, el Bosque de Tlalpan también contiene restos arqueológicos de la antigua ciudad de Cuicuilco. Aunque el Bosque de Tlalpan fue abierto al público en 1970 con la función de parque zoológico, que cumplió hasta 1988, hoy en día se emplea para la práctica de diversos deportes y la recreación familiar. Cuenta con una casa de la cultura, una pista de atletismo, locales comerciales y estacionamiento. El área del Bosque de Tlalpan tuvo un origen volcánico y contiene un ecosistema único en el mundo: matorral xerófilo y bosque de encinos. 
Los visitantes del Bosque de Tlalpan son en su mayoría corredores, con el 63.5% del total; le siguen los paseantes, con el 13%, los grupos familiares, con el 11% y los clubes deportivos representan el 10%.

## Geología y geografía
Una serie de erupciones masivas de lava del volcán Xitle entre los años 250 y 300 d. C. le dieron su fisonomía actual a la zona. El Bosque de Tlalpan se encuentra en las faldas de la sierra del Ajusco, cerca del Xitle, en la zona meridional de la Cuenca de México, y pertenece a la región de lagos y volcanes del valle del Anáhuac. Durante los periodos Terciario y el Pleistoceno, hubo una serie de cambios geológicos debido a la actividad volcánica de la zona: se formaron varias sierras, surgieron el Popocatépetl, el Iztaccíhuatl y, más al sur, el Ajusco, el Xitle y los cerros Zacatépetl, Tenantongo y Zacayuca. Este último forma parte del Bosque de Tlalpan.

## Flora y fauna

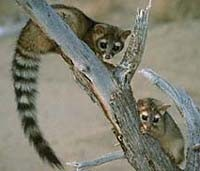
El cacomixtle, mamífero domesticable

El Bosque de Tlalpan se clasifica como bosque de encinos y matorral xerófilo y cuenta con alrededor de 206 especies vegetales, entre las que hay 51 especies de árboles. Sus especies vegetales más abundantes son la siempre viva, el agapanto y el ageratum, aunque también aloja especies protegidas como el colorín (Erythrina coralloides), el fresno mexicano (Fraxinus uhdei), la palmita (Furcraea bedinghausii) y una especie de orquídea (Bletia urbana).
La fauna del Bosque de Tlalpan no ha sido objeto de un inventario exhaustivo pero se ha estimado la presencia de lo siguiente: 60 especies de mariposas diurnas, al menos 1000 especies de artrópodos y 141 especies de vertebrados. Entre los vertebrados, destacan una especie endémica y cuatro especies en peligro de extinción. 83 de las especies de vertebrados son aves, de las cuales 41 son especies migratorias. Entre las 9 especies de reptiles, hay dos diferentes especies de víbora de cascabel y la culebra llamada cincuate (Pituophis deppei) endémica del Bosque de Tlalpan. Algunos de los mamíferos que se pueden encontrar aquí son el cacomixtle (Bassariscus astutus), la ardilla gris y varias especies de musaraña (Soricidae).

## Historia

### Época prehispánica
Cada vez que se transita por calles de Tlalpan es muy casual poder encontrar altares y otras estructuras muy antiguas, que se han mantenido pese al crecimiento de la ciudad,y de fenómenos de la naturaleza.
Se encuentran rastros de asentamientos en lugares como Cuicuilco,  Ajusco, Peña Pobre, Tenantongo, Fuentes Brotantes, Topilejo y Nopalera, donde se pueden ver , construcciones ceremoniales, montículos y la célebre pirámide circular de Cuicuilco
Aunque ya había centros ceremoniales en la Cuenca de México hace 2500 años, una de las primeras grandes poblaciones del altiplano mexicano fue Cuicuilco, parte del cual se ubicaba en el actual terreno del bosque de Tlalpan, donde se conservan restos arqueológicos de un basamento, acueductos y diques (el llamado Montículo de Tenantongo). Cuicuilco fue casi totalmente destruido por las erupciones masivas del volcán Xitle y la zona aparentemente estuvo despoblada durante siglos. Fue durante el Epiclásico y posteriormente, en el Posclásico, que esta zona se volvió a poblar con pequeñas aldeas, con caseríos aislados.
Los restos arqueológicos actuales en el Bosque de Tlalpan son conocidos como el Montículo de Tenantongo, allí se identificaron restos del basamento, acueductos, diques y un depósito de agua.

### Época colonial
En 1528, Hernán Cortés recibió de Carlos V el Marquesado del Valle, su premio en propiedades que iban desde Cuernavaca hasta Coyoacán e incluían el actual Bosque de Tlalpan. En 1543, Bernal Díaz del Castillo, el célebre conquistador y cronista, estableció la famosa Hacienda de Peña Pobre, que incluía Coyoacán y también el cerro de Zacayuca. Seguirían 300 años de vaivenes para la propiedad de Peña Pobre, que cambió constantemente de manos por sucesión o compraventa y fue muy codiciada por presbíteros, marqueses y otros nobles criollos.

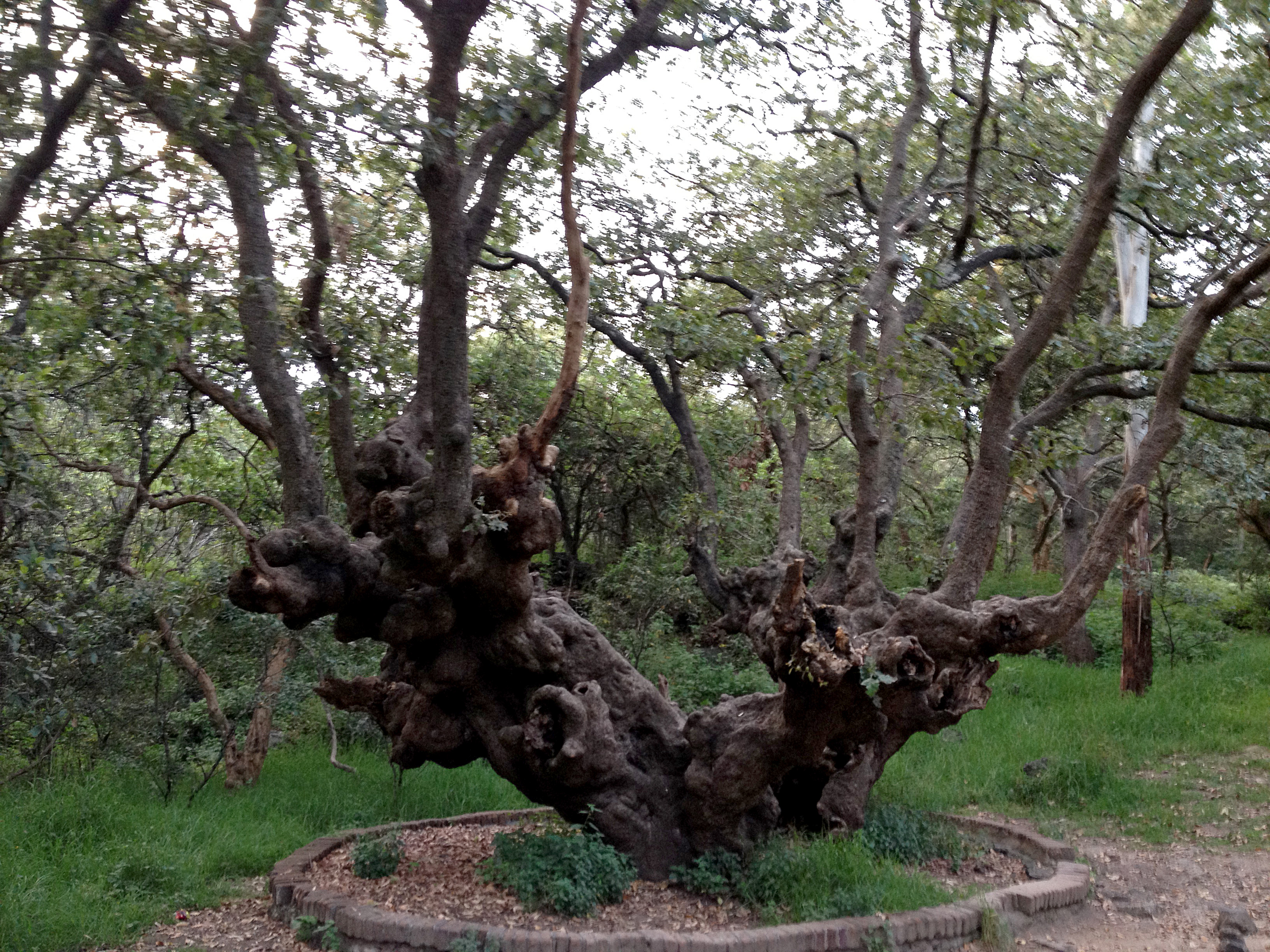
Encino viejo en el Bosque de Tlalpan. El encino es uno de los tipos endémicos de vegetación en esta zona, al igual que el matorral xerófilo

### Época independiente
En 1845, Faustina Fagoaga vendió la propiedad por 23,500 pesos a Guillermo Benfield, quien fundó una fábrica de papel. La fabricación de papel se convertiría en la característica determinante de la región durante los siguientes 120 años. En la segunda mitad del siglo XIX la fábrica de papel Peña Pobre se consolidó como una de las más importantes en el país. Hacia el final de ese periodo, en 1890, llegó a México un inmigrante alemán que quizás es la figura más importante en la historia del Bosque de Tlalpan: Alberto Lenz. Lenz tenía experiencia en la industria del papel en Alemania y Suiza, adquirió la fábrica de papel Loreto en 1905 y en 1924 la fusionó con la fábrica de Peña Pobre (localizada en el predio Zacayuca-Pedregal de Tlalpan) para formar Fábricas de Papel Loreto y Peña Pobre, que se convertiría en la primera planta de celulosa de América Latina.
A lo largo de la primera mitad del siglo XX, Alberto Lenz reforestó varias zonas al sur de la Ciudad de México, como parte del Desierto de los Leones y La Venta. También, ayudado por su hijo Walter, forestó el Bosque de Tlalpan, en particular el cerro de Zacayuca, con cientos de miles de árboles de diferentes especies, lo que ayudó a contrarrestar los frecuentes incendios y la erosión de la tierra. La roca volcánica conocida en México como tepetate y la escasez de una cubierta orgánica hicieron necesario buscar las especies más indicadas. Se plantaron mimosas y eucaliptos para fijar el suelo y aumentar la humedad, se plantaron pinos, cedros y oyameles para la fabricación de la celulosa que se convertiría en papel. El modelo empleado por Lenz fue que por cada árbol talado se replantaran diez.
En 1968, el Gobierno del Distrito Federal adquirió el terreno actual del Bosque de Tlalpan para establecer un parque zoológico, que permanecería abierto al público hasta 1988. Mientras tanto, la Ciudad de México había crecido alrededor de la Fábrica de Peña Pobre y la presión de grupos ambientalistas provocó que la fábrica de papel fuera cerrada el 17 de marzo de 1987. El Bosque de Tlalpan fue declarado Área Natural Protegida con rango de Parque Urbano por un decreto federal firmado en enero de 1997.

## Rutas y circuitos

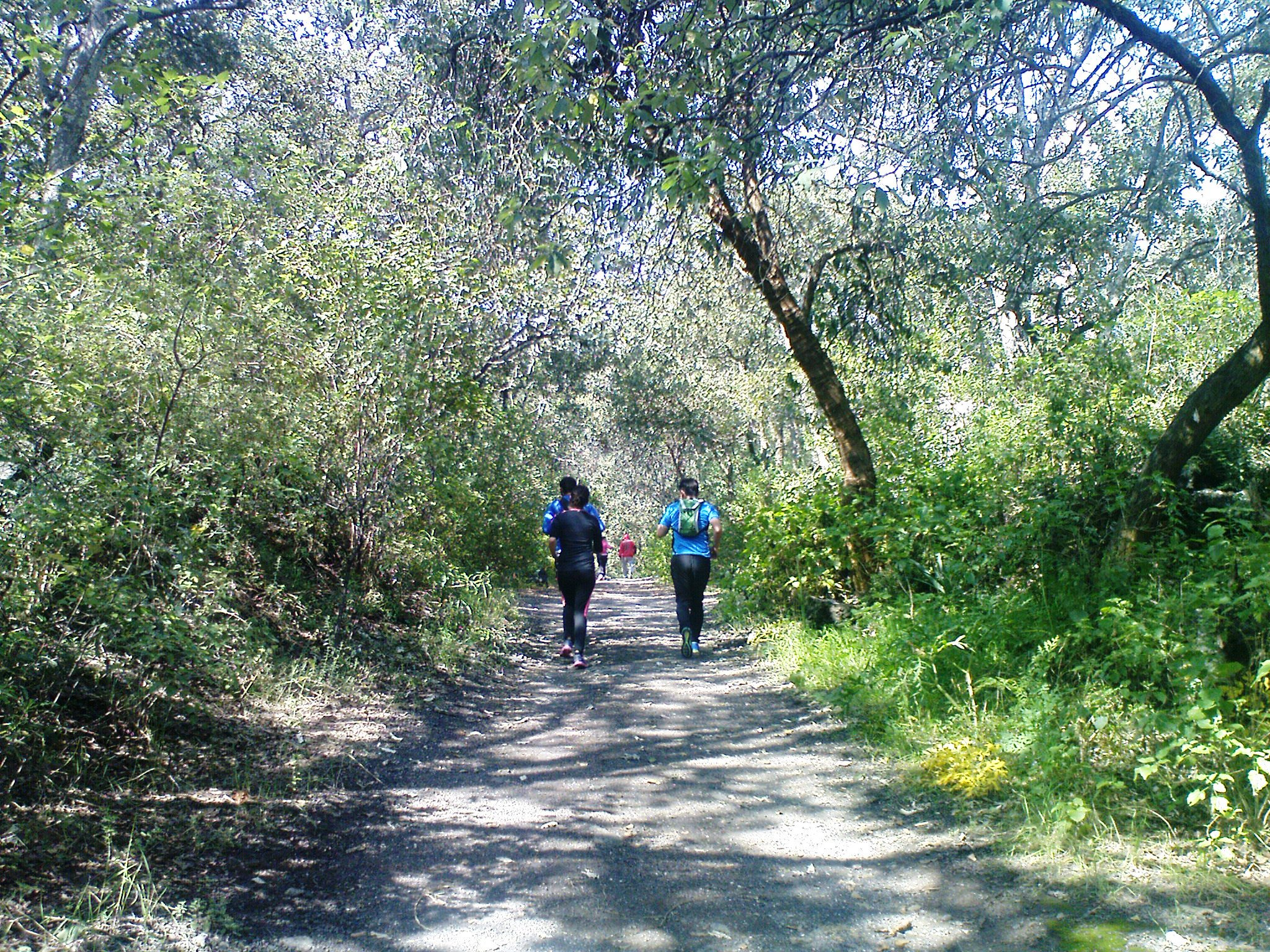
Senderismo en el bosque de Tlalpan.

El Bosque de Tlalpan cuenta con 5 principales rutas, algunas son de un alto grado de dificultad debido a que son en montaña. Existen rutas de arcilla, pavimento y muchos senderos de terracería. Así mismo, tiene un área de calentamiento y zona de aparatos para ejercitarse.
Pista de arcilla 886m.
Pista de las Bugambilias 958m.
Circuito de los leones 1162m.
Circuito de los cedros 1423m.
Circuito de la montaña 5943m.

## Actividades y asociaciones

### Carrera del Día del Padre
En 1981, se reunió un grupo de personas que practicaba el deporte de la carrera en el Bosque de Tlalpan y el 17 de junio de ese mismo año organizó la primera Carrera del Día del Padre, en la que sólo corrieron 57 personas. Desde entonces, cada tercer domingo de junio, se ha llevado a cabo este evento familiar. La carrera de 21.0975 kilómetros de distancia, o medio maratón, se ha convertido en un evento tradicional de la Ciudad de México que atrae alrededor de 13 mil corredores anualmente. La Carrera del Día del Padre cuenta con diferentes categorías, incluyendo una de padre e hijo.

### Corredores del Bosque de Tlalpan
Corredores del Bosque de Tlalpan se formó el 12 de agosto de 1982; fundada por las mismas personas que crearon la Carrera del Día del Padre, es una asociación civil no lucrativa y sus objetivos principales son la conservación del Bosque de Tlalpan y la promoción del deporte.

### Monumentos
- Monumento a Eduardo Bribiesca Azuara

## Problemática
Por sus características topográficas y de suelo, un factor crítico en la conservación del Bosque de Tlalpan es su gran susceptibilidad a la erosión. La capa de tierra sobre el sustrato basáltico es muy delgada, las lluvias y la reciente pérdida de cubierta vegetal la exponen a ser erosionada.
Los problemas de la vegetación y la fauna no son menos graves: el Bosque de Tlalpan sufre de un saqueo constante de especies, dada la escasa vigilancia, vandalismo, contaminación por basura y la desaparición o el desplazamiento de algunas especies a favor de otras que han proliferado, como la ardilla y el eucalipto.